# Enkapune Ya Muto
Enkapune Ya Muto, coneguda també com a Twilight Cave (Cova Crepuscle), és una cova situada en l'escarpament Mau (Kenya) i que va estar habitada durant l'Edat de Pedra tardana. S'han trobat petits fragments de closques d'ou d'estruç perforats per a usar-los com a ornament personal que tenen una datació d'uns 40.000 anys.
Excavada a la dècada de 1980 per Stanley Ambrose, la cova conté 5-6 metres dipòsits gruixuts d'ocupacions datades entre fa 40.000 i 1.300 anys. Són evidents l'ocupació de la cova durant el Neolític, l'Edat de Ferro, i el Plistocè (finals de l'Edat de Pedra).
Enkapune Ja Muto té una sèrie de dipòsits amb restes d'animals mal conservats, datats entre 39.300 i 29.000 anys aC. També s'han trobat un conjunt d'eines de pedra que inclouen raspadors, petits ganivets i micròlits discoidals i aplanats. El més significatiu, és l'abundancia de closques d'ou d'estruç treballades; es van descobrir 13 fragments ja treballats, 12 fragments en procés i 593 fragments. Les restes de closca d'estruç manufacturades daten de fa 39.900 +/- 1000 anys.